# Johannes van den Driesche
Johannes van den Driesche of Johannes Drusius (Oudenaarde, 28 juni 1550 – Franeker, 12 februari 1616) was een Nederlands protestants theoloog.

## Levensloop
Van den Driesche werd geboren als zoon van Clemens van den Driesche en Elizabeth Decker. Hij ging Grieks en Latijn studeren in Gent en later filosofie in Leuven. Zijn vader was een vurig protestant en moest naar Londen vluchten. Zijn moeder was katholiek en wilde niet dat hij zijn vader achterna ging. Ze liet Van den Driesche daarom terugkomen naar Oudenaarde en stuurde hem naar Doornik.
Eind 1567 slaagde Van den Driesche er dan toch in om naar zijn vader in Engeland te vluchten. Daar ging hij Hebreeuws studeren aan de universiteit van Cambridge. Op de leeftijd van tweeëntwintig jaar werd hij in Oxford hoogleraar oosterse talen.
In 1576 keerde hij na de pacificatie van Gent met zijn vader terug naar de Nederlanden. Hij werd aangesteld als hoogleraar oosterse talen in Leiden. In 1585 verhuisde hij naar Friesland waar hij werd aangesteld aan de universiteit van Franeker. Daar bleef hij tot zijn dood.
Hij was een oriëntalist van Europese faam. Zijn colleges werden bezocht door protestantse studenten uit heel Europa. In de zeventiende en de achttiende eeuw gold zijn werk als standaardliteratuur voor oriëntalisten.
In 1600 kreeg hij de opdracht van de Staten-Generaal om notities te maken bij de moeilijkste passages uit het Oude Testament. Hij kreeg daarvoor een salaris van 400 gulden per jaar. Zo werd hij de voorbereider van de Statenvertaling van het Oude Testament, die van 1618 tot 1637 werd gemaakt door zijn oud-studenten Wilhelmus Baudartius, Gerson Bucerus en Johannes Bogerman.
Hoewel hij een persoonlijke vriend was van Jacobus Arminius en Johannes Uytenbogaert, heeft hij niet actief deelgenomen aan de strijd tussen de Rekkelijken en de Preciezen. Hij beperkte zich tot taalkundig en vergelijkend historisch bijbelcommentaar, en vermeed de dogmatiek. In de taalkunde bestond volgens hem geen ketterij. Toch kreeg hij veel kritiek van collega's, die zijn rechtzinnigheid betwijfelden en zijn exegesen ter discussie stelden.

## Bibliografie

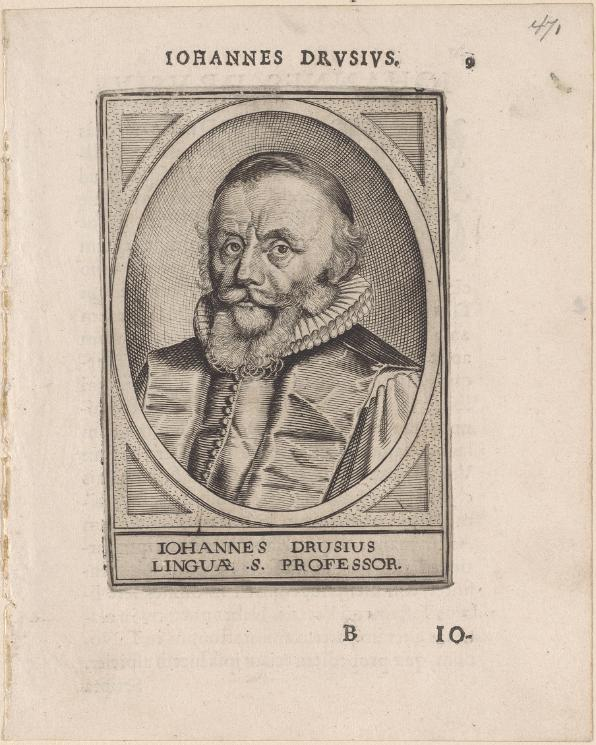
Prent van Drusius, Bijzondere Collecties, Universiteitsbibliotheek Leiden